# Mariusz Prudel
Mariusz Prudel (* 21. Januar 1986 in Rybnik) ist ein polnischer Beachvolleyballspieler. Er nahm an zwei Olympischen Spielen teil und gewann zwei Bronzemedaillen bei Europameisterschaften.

## Karriere
Prudel hatte 2005 seinen ersten Auftritt auf der FIVB World Tour bei den Stavanger Open mit Rafal Szternel. Bei der U20-EM in Tel Aviv musste er sich mit Grzegorz Fijałek erst im Finale den Letten Janis und Toms Šmēdiņš geschlagen geben. Bei der U21-WM in Rio de Janeiro schied er hingegen mit Grzegorz Jaruga früh aus. 2006 war er bei den Open-Turnieren in Marseille mit Tomasz Sinczak und in Stare Jabłonki mit Patryk Fogel erfolglos. Mit Fijałek erreichte er den fünften Rang bei der U21-WM in Mysłowice. 2007 trat er mit Fogel bei den Stare Jabłonki Open und mit Szternel bei den CEV-Turnieren in St. Pölten, Moskau und Hamburg an, wobei der 17. Platz beim deutschen Turnier das beste internationale Ergebnis war. Deutlich besser lief es bei den polnischen Meisterschaften. Die beiden zogen zum ersten und einzigen Mal gemeinsam ins Endspiel ein.

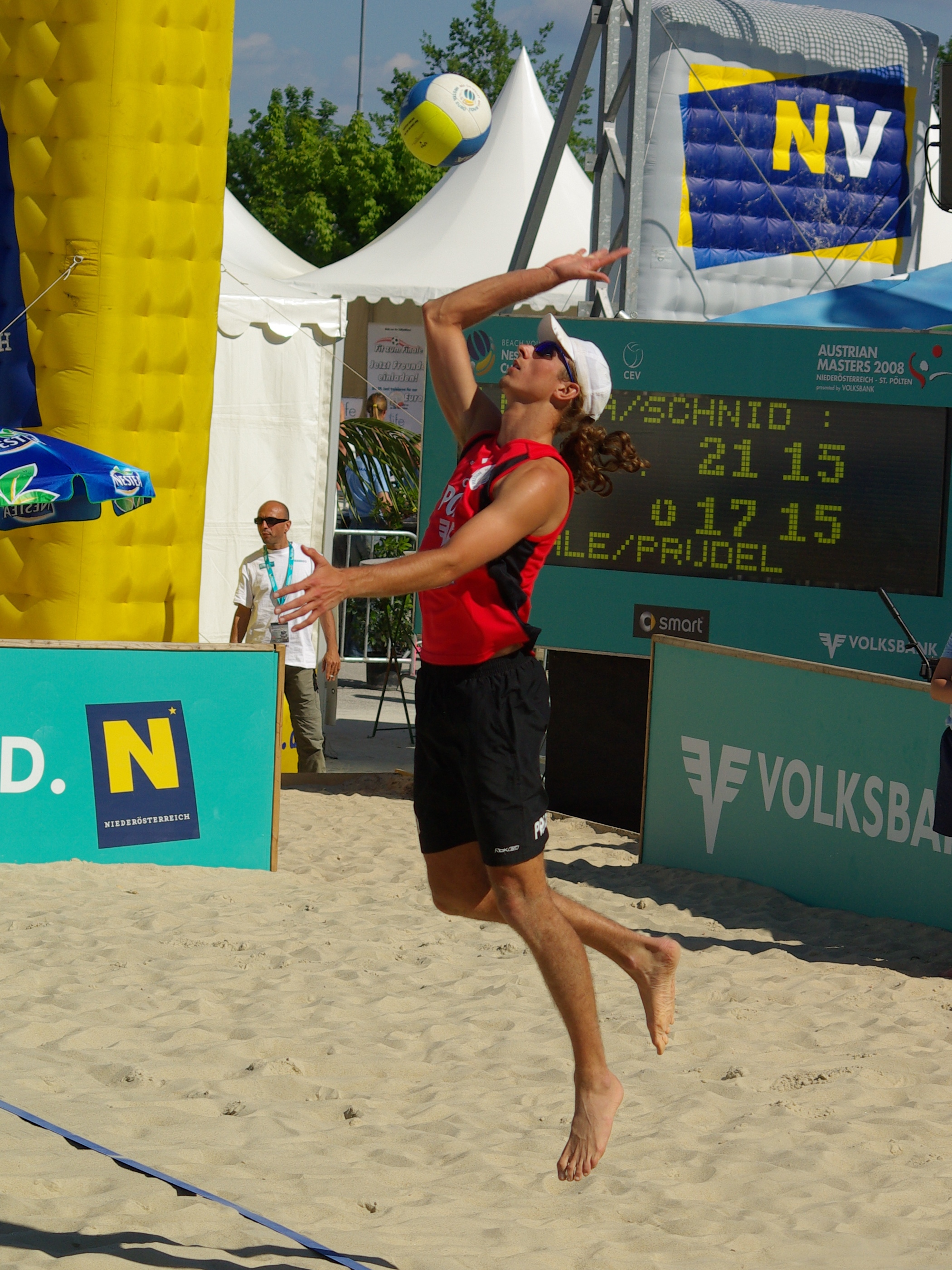
Mariusz Prudel bei den Austrian Masters 2008

Ab 2008 bildete Prudel ein festes Duo mit Grzegorz Fijałek. In Prag und Stare Jabłonki spielten Fijałek/Prudel ihr erstes Open-Turnier auf der FIVB World Tour und erreichten dabei jeweils den 17. Platz. Bei der EM in Hamburg scheiterten Fijałek/Prudel erst kurz vor dem Halbfinale jeweils im Tiebreak an den Niederländern Nummerdor/Schuil und den Russen Barsuk/Kolodinski. In der FIVB-Serie gelang ihnen nach weiteren zweistelligen Ergebnissen in Manama ein vierter Rang. 2009 wurden sie bei den CEV-Masters-Turnieren in Gran Canaria, Baden und Berlin zweimal Neunte und einmal Siebte. Anschließend erreichten sie mit dem siebten Rang in Stare Jabłonki und dem neunten Platz in Åland auch auf der World Tour Top-Ten-Ergebnisse. Bei der Europameisterschaft in Sotschi wurden sie vor zwei punktgleichen Teams Gruppensieger und unterlagen im Viertelfinale wieder Nummerdor/Schuil, die anschließend das Endspiel gewannen.
Auf der World Tour 2010 etablierten sich Fijałek/Prudel mit drei fünften und zwei neunten Plätzen in den Top Ten. Beim Grand Slam in Gstaad wurden sie Vierte, bevor sie bei den Marseille Open Bronze gewannen und beim Klagenfurter Grand Slam erneut den fünften Rang belegten. Die EM in Berlin endete für die beiden Polen im Achtelfinale gegen die Spanier Lario/Mesa. Bei der World Tour 2011 wurden sie zunächst unter anderem Neunte der Shanghai Open und Vierte beim Grand Slam in Peking. Bei der Weltmeisterschaft in Rom kamen sie gleich ins Viertelfinale, das sie gegen das deutsche Duo Brink/Reckermann verloren. Anschließend erreichten sie das Finale des Grand Slams in Stavanger gegen die Brasilianer Márcio Araújo und Ricardo Santos. Nach einem vierten Rang in Gstaad und einem fünften Platz in Moskau spielten sie in Stare Jabłonki ein weiteres Finale, diesmal gegen das US-Duo Dalhausser/Rogers. Bei der EM 2011 in Kristiansand kamen sie als Gruppensieger direkt ins Achtelfinale, in dem sie den Titelverteidigern Nummerdor/Schuil unterlagen. Auf der World Tour wurden sie noch Vierter in Åland und Siebter in Den Haag.
Die EM 2012 in Scheveningen endete für Fijałek/Prudel bereits nach der Vorrunde, da sie als Gruppenletzter vorzeitig ausschieden. Bei den Grand Slams der World Tour wurden sie unter anderem Neunter in Moskau, Dritter in Berlin und wiederum Neunter in Klagenfurt. Über die Rangliste qualifizierten sie sich erstmals für die Olympischen Spiele. Das olympische Turnier in London beendeten sie nach dem zweiten Platz in der Vorrundengruppe und einem erfolgreichen Achtelfinale mit einer Niederlage im Viertelfinale gegen die Brasilianer Emanuel/Alison als Fünfter. Dieses Ergebnis erzielten sie danach auch beim Grand Slam in Stare Jabłonki. In die World Tour 2013 starteten sie mit vier fünften Plätzen und einem dritten Rang in Den Haag. Bei der WM in Stare Jabłonki erreichten Fijałek/Prudel als Gruppensieger die erste Hauptrunde, in der sie gegen die Brasilianer Pedro/Bruno ausschieden. Bei der EM in Klagenfurt kamen sie ohne Satzverlust durch die Vorrunde und mit zwei Tiebreak-Siegen ins Halbfinale, das sie gegen die Letten Šmēdiņš/Samoilovs verloren; im Spiel um Bronze setzten sie sich dann gegen die Italiener Lupo/Nicolai durch. Bei den folgenden Grand Slams in Berlin und São Paulo wurden sie Fünfte und Neunte.
2014 gewannen Fijałek/Prudel nach einem neunten Platz beim Grand Slam in Shanghai das CEV-Masters in Baden gegen die Österreicher Doppler/Horst. Bei der EM 2014 in Quartu Sant’Elena kam es im Viertelfinale zum gleichen Duell, das die Polen diesmal verloren. In Moskau unterlagen sie im Finale des Grand Slams den Russen Semjonow/Krassilnikow und in Berlin wurden sie Fünfte. Nach zwei zweistelligen Ergebnissen bestritten sie in Den Haag und Long Beach zwei Endspiele gegen Rosenthal/Dalhausser, bei dem zuerst die Polen und dann die US-Amerikaner erfolgreich waren. Es folgten ein fünfter Rang in Klagenfurt sowie neunte Plätze in Stare Jabłonki und São Paulo. 2015 wurden Fijałek/Prudel Vierte des CEV-Masters in Jūrmala und auf der World Tour gab es einen dritten Rang in Stavanger sowie neunte Plätze in Moskau, Poreč und Sankt Petersburg. Bei der WM in den Niederlanden gewannen sie ihre Vorrundengruppe vor zwei punktgleichen Teams, schieden aber in der ersten K.-o.-Runde gegen die Brasilianer Pedro/Evandro aus. Nach zwei neunten Plätzen in Gstaad und Yokohama erreichten sie bei der EM in Klagenfurt als Gruppensieger das Viertelfinale, das sie gegen die Niederländer Nummerdor/Varenhorst verloren. Die Saison beendeten sie mit zwei neunten Rängen in Long Beach und Olsztyn.
Auf der World Tour 2016 erreichten Fijałek/Prudel zunächst durchgängig Top-Ten-Ergebnisse, darunter einen vierten Rang beim Grand Slam in Rio de Janeiro und einen dritten Platz bei den Antalya Open. Bei der EM 2016 in Biel/Bienne kamen sie als Gruppensieger mit zwei Tiebreak-Siegen in der K.-o.-Runde ins Halbfinale; nach der Niederlage gegen das russische Duo Semjonow/Krassilnikow gewannen sie gegen die Niederländer Brouwer/Meeuwsen erneut die Bronzemedaille. Auf der World Tour folgten vier neunte Plätze, nur das Gstaad Major verlief mit dem 17. Platz weniger erfolgreich. Fijałek/Prudel qualifizierten sich für die Olympischen Spiele und mussten sich in Rio de Janeiro als Gruppendritte der Vorrunde im Lucky-Loser-Spiel den Kanadiern Schalk/Saxton geschlagen geben. Nach einem neunten Platz beim Grand Slam in Long Beach erreichten sie beim World-Tour-Finale in Toronto den fünften Rang. Danach trennten sich ihre Wege. In den Jahren ihrer Zusammenarbeit waren sie sehr erfolgreich bei den nationalen Meisterschaften ihres Heimatlandes gewesen. 2008 standen sie zum ersten Mal bei der Siegerehrung auf der zweiten Stufe des Podest. 2009, 2013, 2015 und 2016 waren sie das beste Duo der Titelkämpfe.
Prudel bildete 2017 ein neues Duo mit Kacper Kujawiak. Ihre besten gemeinsamen Ergebnisse erzielten sie mit dem neunten Platz beim Vier-Sterne-Turnier der World Tour in Rio de Janeiro und dem fünften Platz beim Vier-Sterne-Turnier im heimischen Olsztyn. 2018 gewann Prudel mit Jakub Szałankiewicz das 3-Sterne-Turnier auf Kisch. Die Polen belegten in der gleichen Saison den geteilten neunten Rang beim Vier-Sterne-Event in Ostrava sowie bei der EM. Eine Spielzeit später gelang mit Piotr Kantor beim gleichwertigen Wettbewerb in Warschau das gleiche Resultat. Mit Mikolaj Miszczuk wurde der gebürtige Schlesier im gleichen Jahr Dritter bei der World Tour Veranstaltung in Malbork und 2020 Fünfter beim Zwei-Sterne-Event in Phnom Penh. Mit Szałankiewicz nahm  er noch zwei Mal an den polnischen Meisterschaften teil. Die beiden gewannen sowohl 2020 als auch 2021 Bronze. Anschließen beendete Mariusz Prudel seine Karriere.